# I Should Coco
I Should Coco — дебютный альбом английской группы Supergrass. Релиз альбома состоялся 15 мая 1995 года.

## Список композиций
Слова и музыка всех песен — Supergrass.
| №                   | Название                     | Длительность |
| ------------------- | ---------------------------- | ------------ |
| 1.                  | «I'd Like to Know»           | 4:02         |
| 2.                  | «Caught by the Fuzz»         | 2:16         |
| 3.                  | «Mansize Rooster»            | 2:34         |
| 4.                  | «Alright (песня Supergrass)» | 3:01         |
| 5.                  | «Lose It»                    | 2:37         |
| 6.                  | «Lenny»                      | 2:42         |
| 7.                  | «Strange Ones»               | 4:19         |
| 8.                  | «Sitting Up Straight»        | 2:20         |
| 9.                  | «She's So Loose»             | 2:59         |
| 10.                 | «We're Not Supposed to»      | 2:04         |
| 11.                 | «Time»                       | 3:10         |
| 12.                 | «Sofa (of My Lethargy)»      | 6:18         |
| 13.                 | «Time to Go»                 | 1:56         |
| Общая длительность: | Общая длительность:          | 40:18        |

| №                   | Название                                          | Автор(ы)            | Длительность |
| ------------------- | ------------------------------------------------- | ------------------- | ------------ |
| 1.                  | «Stone Free» (Кавер-версия песни Джими Хендрикса) | Jimi Hendrix        | 3:10         |
| 2.                  | «Odd?» (John Peel Session)                        | Supergrass          | 5:05         |
| Общая длительность: | Общая длительность:                               | Общая длительность: | 8:15         |

## Участники записи
| Supergrass - Гэз Кумбс — вокал, гитара - Дэнни Гоффи — drums, бэк-вокал - Микки Куинн — бас-гитара, бэк-вокал - Бобби Кумбс — клавишные | Production - Sam Williams — продюсирование записи - John Cornfield — звукорежиссёр - The Moody Painters — дизайн обложки (иллюстрация) - The Designer's Republic — дизайн обложки (sleeve) - Paul Stanley — фотография |

## Награды
| Год  | Церемония           | Награда                            | Итог      |
| ---- | ------------------- | ---------------------------------- | --------- |
| 1995 | Ivor Novello Awards | Best Contemporary Song («Alright») | Победа    |
| 1995 | Mercury Prize       | Лучший альбом                      | Номинация |